# 9156 Маланін
9156 Маланін (9156 Malanin) — астероїд головного поясу, відкритий 15 жовтня 1982 року.
Тіссеранів параметр щодо Юпітера — 3,659.